# Strictispira ericana
Strictispira ericana é uma espécie de gastrópode do gênero Strictispira, pertencente a família Pseudomelatomidae.